# Suburban Teenage Wasteland Blues
Suburban Teenage Wasteland Blues is het tweede studioalbum van de Amerikaanse punkband Strung Out. Het album werd op 27 februari 1996 uitgegeven via Fat Wreck Chords. Het album werd op 15 april 2014 heruitgegeven. De heruitgave bevat het bonusnummer "Jacqueline".
De titel van het album is een speling van de titel van het nummer "Subterranean Homesick Blues" van Bob Dylan en een stuk tekst uit het nummer "Baba O'Riley" van The Who.

## Nummers
1. "Firecracker" - 2:52
2. "Better Days" - 2:24
3. "Solitaire" - 2:53
4. "Never Good Enough" - 2:18
5. "Gear Box" - 3:31
6. "Monster" - 2:21
7. "Bring Out Your Dead" - 2:51
8. "Rottin' Apple" - 2:28
9. "Radio Suicide" - 2:13
10. "Somnombulance" - 2:23
11. "Six Feet" - 1:45
12. "Speedball" - 2:02
13. "Wrong Side of the Tracks" - 2:40

Heruitgave
1. "Jacqueline"

## Band
- Jason Cruz - zang
- Jake Kiley - gitaar
- Rob Ramos - gitaar
- Jim Cherry - basgitaar
- Jordan Burns - drums